# Yaguajay
Yaguajay è un comune di Cuba, situato nella provincia di Sancti Spíritus. 
Questa città fu teatro dell'omonima battaglia svoltasi nel dicembre 1958, in cui le truppe rivoluzionarie comandate da Camilo Cienfuegos sconfissero le truppe governative determinando il successo del movimento castrista e la vittoria della rivoluzione cubana.